# Vought SB2U Vindicator
Vought SB2U Vindicator (Mstitel) byl americký celokovový jednomotorový dolnoplošný dvoumístný palubní střemhlavý bombardér z druhé světové války.

## Vývoj

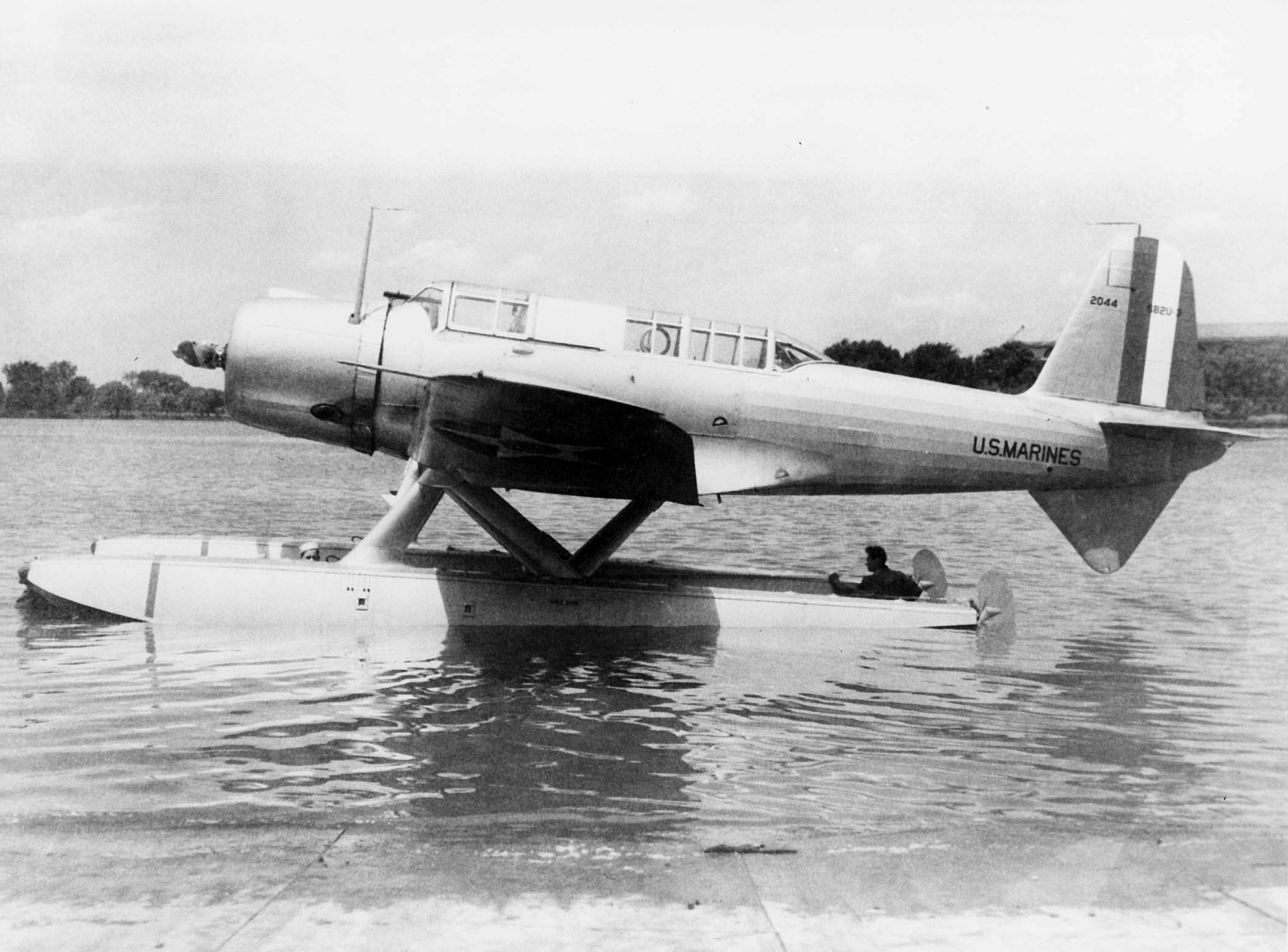
Prototyp XSB2U-3 (BuNo 2044) vybavený plováky Edo, 1939

Vznikl jako kombinace dvouplošníkové technologie a moderního jednoplošníkového typu. Jeho vývoj spadá až do roku 1934, kdy byla Bureau of Aeronautics amerického námořnictva vypsána soutěž na tento druh stroje. Námořní letectvo stroj objednalo 15. října 1934.
Prototyp letounu označený XSB2U-1 (SB = Scout and Bombing) byl zalétán 4. ledna 1936 na letišti Rentschler Field v Connecticutu, testy byly zahájeny v červenci v Anacostii. Stroj poháněl čtrnáctiválcový dvouhvězdicový motor Pratt & Whitney XR-1535 o výkonu 522 kW s dvoulistou stavitelnou vrtulí Hamilton Standard. Přestože první prototyp 20. srpna havaroval, byl 26. října podepsán kontrakt na 54 sériové stroje SB2U-1.
Sériové letouny se od prototypu odlišovaly instalací silnější pohonné jednotky R-1535-82 o výkonu 615 kW, vrtulí o větším průměru, zabudováním pomocného vstupu vzduchu pro karburátor a chladič oleje na pravém boku motorového krytu, nebo přesunutím sloupku antény radiostanice z překrytu kabiny na levou stranu krytu motoru.
Po zavedení do služby v prosinci 1937 se ukázalo, že letoun SB2U-1 kvůli značné hmotnosti výzbroje zaostává za svými plánovanými parametry, takže bylo vyrobeno pouze 170 kusů všech verzí. Hlavňovou výzbroj tvořil jeden pevný kulomet ráže 7,62 mm s 500 náboji a jeden pohyblivý stejné ráže s 600 náboji. Pod trupem byla vidlice pro svrhování pumy o hmotnosti 227 kg nebo 454 kg. Pod konci centroplánu byly instalovány závěsníky pro pumy do hmotnosti 227 kg. V prosinci 1937 stroje obdržela letka VB-3 na letadlové lodi USS Saratoga (CV-3) a v dubnu 1938 následovala jednotka VB-2 na lodi USS Lexington (CV-2). Výroba SB2U-1 běžela do července 1938.
Dne 27. ledna 1938 bylo objednáno 58 exemplářů verze SB2U-2. Lišila se pouze dílčími úpravami vnitřní konstrukce. První SB2U-2 se změněnou výstrojí zařadila v srpnu 1938 do výzbroje letka VB-4 na lodi USS Ranger (CV-4).
Pro letectvo americké námořní pěchoty bylo určeno 57 strojů varianty SB2U-3. Prototyp verze -3 vznikl přepracováním posledního sériového SB2U-1, který byl zalétán v únoru 1939. Za pohonnou jednotku byl zvolen motor R-1535-02 o výkonu 615 kW a nádrže v trupu byly vybaveny ochrannými obaly. Výzbroj tvořil jeden pevný a jeden pohyblivý kulomet ráže 12,7 mm. Dodávky letounů započaly 26. února 1941 a obdržely bojové jméno Vindicator. Po bitvě u Midway na jaře 1942 byly převedeny k výcviku.
Exportní variantu pro Francii poháněla motorová jednotka R1535-SB4-G a letouny vyzbrojené třemi kulomety Darne ráže 7,5 mm dostaly označení V-156-F. Francouzské stroje byly navíc vybaveny aerodynamickými brzdicími ploškami na křídle. Aéronavale stroje zařadilo na letadlovou loď Béarn, většina ze 40kusové dodávky splněné koncem roku 1939 však působila z pozemních základen.
Stroje přeznačené na V-156-B1 obdrželo Spojené království v létě roku 1941 a dostaly zde bojové jméno Chesapeake. Byly vyzbrojeny čtyřmi pevnými kulomety v křídle ráže 7,62 mm.[zdroj⁠?!] Podobně jako americké letouny brzy skončily u výcvikových jednotek.
Poslední Vindicator dolétal u společnosti Pratt & Whitney v roce 1951.

## Uživatelé
- Francouzská republika
  - Aéronavale [1]
- Spojené království
  - Fleet Air Arm
- Spojené státy americké
  - United States Navy
  - United States Marine Corps Aviation

## Specifikace (SB2U-3)

Vought SB2U-1 Vindicator

Údaje podle

### Technické údaje
- Osádka: 2 (pilot, střelec-radista-pozorovatel)
- Rozpětí: 12,77 m
- Délka: 10,36 m
- Výška: 3,68 m
- Nosná plocha: 28,36 m²
- Hmotnost prázdného letounu: 2555 kg
- Vzletová hmotnost: 3390 kg
- Vzletová hmotnost s přetížením: 4273 kg
- Pohonná jednotka: 1 × dvouhvězdicový vzduchem chlazený čtrnáctiválec Pratt & Whitney R-1535-02 Twin Wasp Junior
- Výkon motoru: 615 kW

### Výkony
- Maximální rychlost u země: 357 km/h
- Maximální rychlost v 2900 m: 391 km/h
- Cestovní rychlost: 244 km/h
- Stoupavost u země: 5,4 m/s
- Dostup: 7195 m
- Dolet s pumou 454 kg: 1802 km
- Maximální dolet: 3942 km

### Výzbroj
- 2 × kulomet ráže 12,7 mm
- 500 kg pum

## Galerie

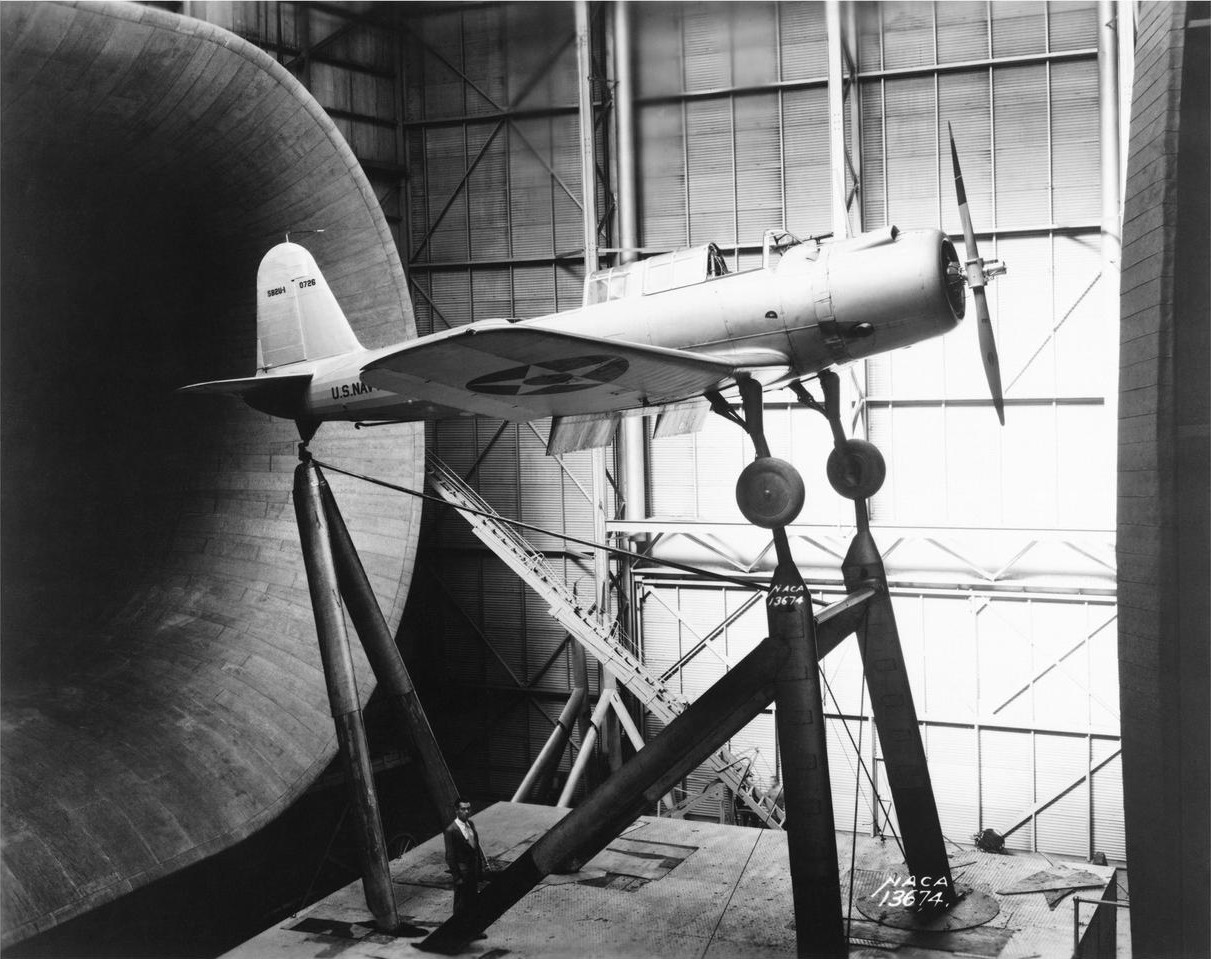
Testy SB2U-1 v NACA během vývoje
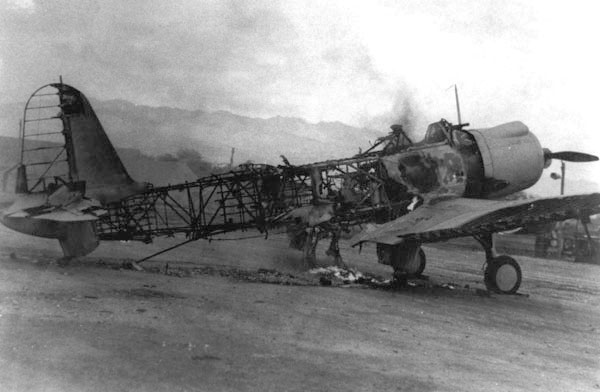
Vought SB2U-3 jednotky VMSB-231 zničený při útoku na Pearl Harbor v roce 1941
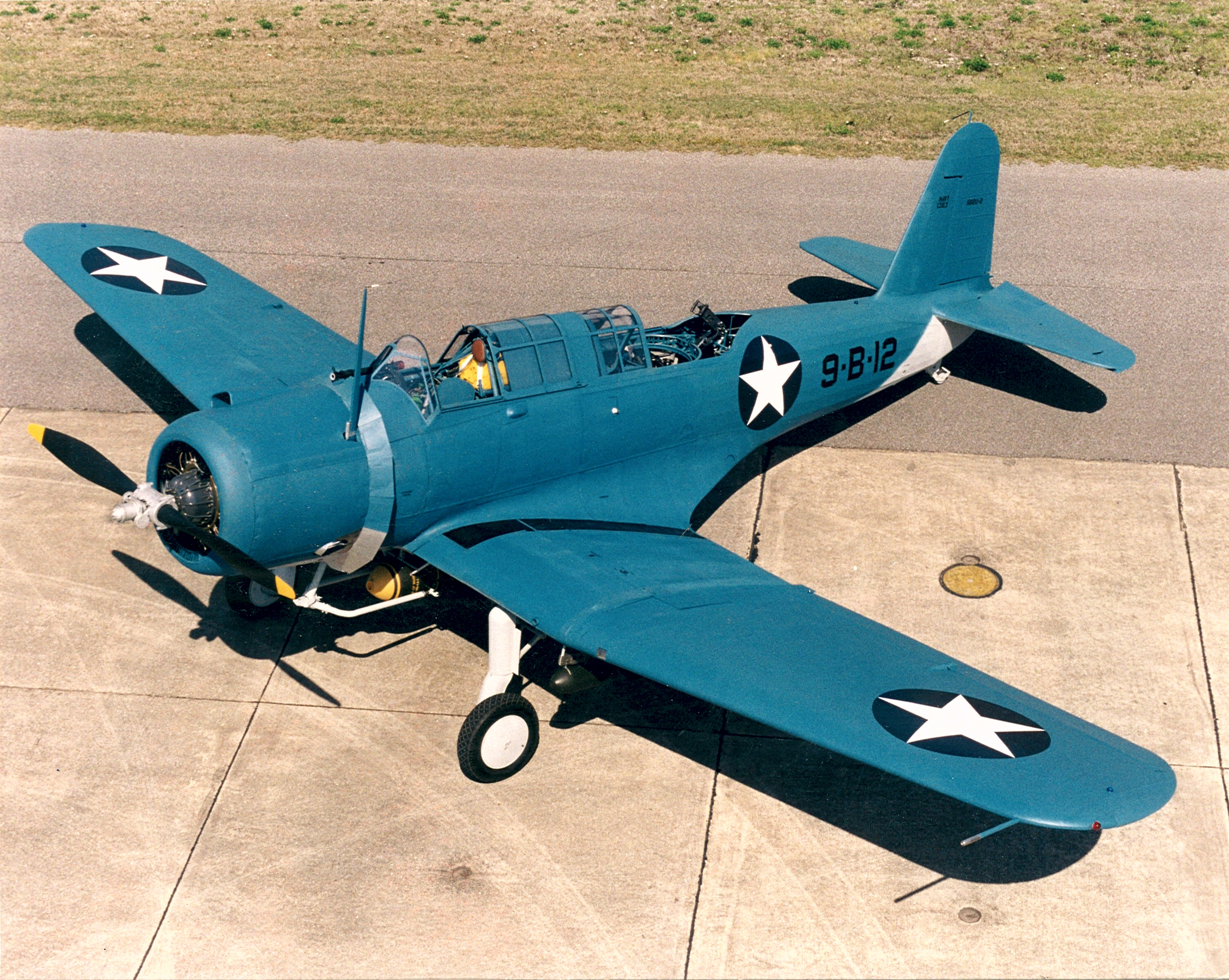
Vought SB2U-2 Vindicator v U.S. National Museum of Naval Aviation v Pensacole